# جوزف إليان
جوزف إليان هو كاتب لبناني الجنسية.

## مؤلفات
| الكتاب                     | الناشر                 | سنة الإصدار | عدد الصفحات | اللغة   |
| -------------------------- | ---------------------- | ----------- | ----------- | ------- |
| «بنو سيفا - ولاة طرابلس»   | دار لحد خاطر           | 1987        | 236         | العربية |
| «أدونيس»                   | مكتبة سمير             | 2015        | 109         | العربية |
| «حبيس عنايا»               | المكتبة البولسية       | غير معروف   | 204         | العربية |
| «دمعة الأمير»              | مكتبة سمير،بيروت       | 1992        | 135         | العربية |
| «صومعة بارما»              | عويدات للنشر والطباعة  | 1983        | 752         | العربية |
| «مدافع نفارون»             | دار البيان             | غير معروف   | 203         | العربية |
| «التداوي بزيت الزيتون »    | مؤسسة نوفل             | 1993        | 110         | العربية |
| «هنيبعل»                   | المطبعة الكاثوليكية    | 1956        | 98          | العربية |
| «جبار قرطاجة»              | غير معروف              | غير معروف   | غير معروف   | العربية |
| «ديدون الأميرة الهاربة»    | المطبعة البولسية لبنان | غير معروف   | 144         | العربية |
| «فخر الدين الثاني الفجر 1» | المطبعة البولسية لبنان | غير معروف   | 158         | العربية |
| «هنيبعل بطل قرطاجة»        | المطبعة البولسية لبنان | غير معروف   | 160         | العربية |